# Vultures 1
Vultures 1 — дебютний студійний альбом американської хіп-хоп супергрупи ¥$, до складу якої входять репер Каньє Вест і співак Ty Dolla Sign. Він був випущений незалежно через бренд YZY 10 лютого 2024 року. Альбом є продовженням альбомів обох артистів 2021 року, Donda Каньє Веста і Cheers to the Best Memories Тай Долли, а також знаменує собою їх перший незалежний студійний альбом. Цей перший проект Каньє після його антисемітських заяв і після невдалого альбому Donda 2. Також альбом передзнаменували три презентації, перша з них була 15 грудня 2023 року в Чикаго, рідному місті Веста. Серед гостей — дочка Каньє Норт, India Love, Freddie Gibbs, YG, Quavo, Playboi Carti, Travis Scott, Bump J, Lil Durk, Rich the Kid та Кріс Браун. Продакшном займалися Каньє Вест, Legendary Traxster, 88-Keys, Camper, JPEGMafia, Timbaland, Swizz Beatz, Ojivolta, Chrishan, Anthony Kilhoffer та інші.

## Історія створення та випуск
25 серпня 2023 року NBC News повідомило з двох джерел, що Каньє Вест працював над музикою протягом усього літа та планував випустити альбом, заявивши, що «нова музика неминуча». Він провів приватне прослуховування альбому в Італії 1 жовтня, на якому був присутній Ty Dolla Sign, і ходили чутки, що вони співпрацюють над спільним проєктом. 13 жовтня 2023 року Billboard повідомив, що Каньє Вест і Ty Dolla Sign планують випустити спільний альбом і продають його п’яти різним лейблам для розповсюдження. Лейбли дистанціювалися від Веста через його широко розголошені антисемітські коментарі наприкінці 2022 року. Альбом був відкладений, оскільки Universal Music Group, материнська компанія Def Jam Recordings, заявила, що більше не співпрацює з Вестом. 23 жовтня 2023 року Ty Dolla Sign підтвердив ці чутки у своєму дописі в Instagram. Публікація містила чорний фон із білим текстом, який відображав «¥$», назву їх дуету; символ поруч із знаком долара означає японську єну. 22 листопада 2023 року вийшов перший сингл з альбому під назвою «Vultures». 
10 грудня Каньє Вест виконав уривки пісень, запланованих для альбому, у ресторані у Вінвуді, штат Флорида. Під час попереднього перегляду Вест повідомив назву «Vultures» і сказав, що вона буде випущена 15 грудня. 12 грудня 2023 року Vultures став доступним для передзамовлення в потокових сервісах, але посилання зникло через кілька днів. 13 грудня 2023 року ЗМІ повідомили, що інтерполяція бойз-бенду Backstreet Boys у пісні «Everybody» не була санкціонована. Наступного дня Каньє Вест надіслав текстове повідомлення реперці Нікі Мінаж з проханням дозволити включити «New Body» в альбом. Під час прямої трансляції в Instagram вона відхилила його прохання, сказавши: «Навіщо мені випускати пісню, яка вийшла три роки тому?» У відповідь на заяви Нікі Мінаж Вест сказав: «Я змусив цю дівчину тричі переписати свій вірш для «Monster». Я підтримав її кар'єру. Тому я не знаю, що це таке». 21 грудня 2023 року представники Веста повідомили, що реліз було відкладено на 12 січня 2024 року. 29 грудня 2023 року, за чутками, «Everybody» вийде на потокових сервісах. Наприкінці грудня, приблизно в той самий час, коли вихід альбому був відкладений, Каньє Вест вибачився на івриті перед єврейською громадою за свій антисемітизму. 11 січня 2024 року, за день до очікуваного релізу, Apple Music оновив дату випуску до 19 січня. 16 січня на сторінці iTunes з'явилася нова дата випуску, 9 лютого 2024 року. 23 січня Каньє Вест випустив трейлер альбому в Instagram, оголосивши, що це буде перша частина трилогії Vultures. За Vultures 1 слідували Vultures 2 і Vultures 3 8 березня та 5 квітня 2024 року відповідно. 30 січня донька Каньє, Норт була помічена у футболці Vultures, на звороті якої містився оновлений список треків для альбому. Кілька треків, такі як «River», «Slide», «Gun To My Head» і «Unlock», не були включені, можливо, вони з’являться в іншій частині трилогії.
Vultures 1 був випущений незалежно для потокових сервісів через бренд Каньє Веста YZY 10 лютого 2024 року. Кілька публікацій відзначили, що реліз збігся з 20-річчям дебютного студійного альбому Веста The College Dropout. Джастін Чаріті з The Ringer висловив думку, що це «ознака того, наскільки сумно далеко» він зайшов з моменту свого першого синглу «Through the Wire» у 2003 році. Альбом спочатку не з’являвся на Spotify. Пізніше того ж дня він був доступний на Spotify і покинув чарти Apple Music після короткого зникнення з сервісу без будь-яких пояснень. Vultures 1 був швидко перевипущений на платформах, хоча він не був доступний на YouTube Music. Було випущено фізичне видання на компакт-диску та вінілі, попередні замовлення приймалися на вебсайті Каньє Веста після виходу альбому.
11 лютого 2024 року Каньє Вест повторно опублікував звіт в Instagram про те, що Vultures 1 очолив цифрові чарти в 72 країнах, список зокрема включає Ізраїль, якщо розглядати антисемітські суперечки Веста та його ліричні посилання. Того ж дня це призвело до того, що Каньє став першим в історії незалежним артистом, який отримав найбільшу кількість трансляцій на Spotify, а також відібрав першу позицію в чартах у Тейлор Свіфт. 12 лютого 2024 року Каньє Вест розмістив товари для альбому на своєму веб-сайті Yeezy.com за ціною 20 доларів за одиницю. Товар містить його Yeezy Pods, худі WET і WET комбінезон. Сюди також входять футболка Vultures 1, футболка Vultures з логотипом, сорочка з логотипом з довгим рукавом, сорочка з довгим рукавом з оригінальною обкладинкою.
Каньє Вест і Ty Dolla Sign стали хедлайнерами фестивалю Rolling Loud California 2024 14 березня в Інглвуді, Каліфорнія, що стало першим випадком, коли фестиваль розширився зі свого звичайного триденного розкладу. Ty Dolla Sign спочатку мав виступити на сольному концерті 16 березня. Виконавці були на фестивалі в темних капюшонах, а Каньє носив хокейну маску. Vultures 2 і Vultures 3 пропустили заплановані дати випуску 8 березня 2024 року та 5 квітня 2024 року.

### Сингли
17 листопада 2023 року на радіошоу WPWX Power 92 Chicago відбулася прем'єра пісні «Vultures» із вокалом запрошених реперів Bump J та Lil Durk, які не були зазначені в титрах. Спочатку пісня не з’являлася на потокових платформах, поки п’ятьма днями пізніше вона не була випущена як головний сингл із Vultures 1. 7 лютого 2024 року альтернативна версія «Vultures» із продакшном від Havoc з Mobb Deep була випущена як рекламний сингл для альбому разом із музичним відео в Instagram, яке включає кадри з трейлера. 7 лютого 2024 року в Instagram і YouTube відбулася прем’єра «Talking / Once Again», у якій звучить вокал Норт Вест. Пісня пізніше була випущена як другий сингл з альбому 9 лютого 2024 року. Вона увійшла до Billboard Hot 100 під номером 30. «Carnival», спільна пісня з Playboi Carti та Rich the Kid, була випущена як третій сингл 15 лютого 2024 року. Пісня дебютувала під номером три в Hot 100, а потім очолила чарт на четвертому тижні. 11 березня 2024 року було випущено супровідне музичне відео, яке показує обстановку масових заворушень.

### Тур
6 лютого 2024 року Каньє Вест опублікував відео, де він скаржиться на те, що не може знайти місця для світового туру Vultures, стверджуючи, що це сталося через його висловлювання кінця 2022 року. Згодом він опублікував скріншоти із переліком можливих міст для туру, включаючи Нью-Йорк, Торонто, Лондон, Дубай, Лагос, Мельбурн і Токіо. Дати туру розпочнуться влітку 2024 року і триватимуть до початку 2025 року, з планами також відвідати «культові міжнародні місця», такі як бразильська гора Корковаду, Велика китайська стіна та єгипетський комплекс пірамід Гізи. 11 березня 2024 року Billboard повідомив, що Вест організовує світовий тур Vultures.

### Обкладинка

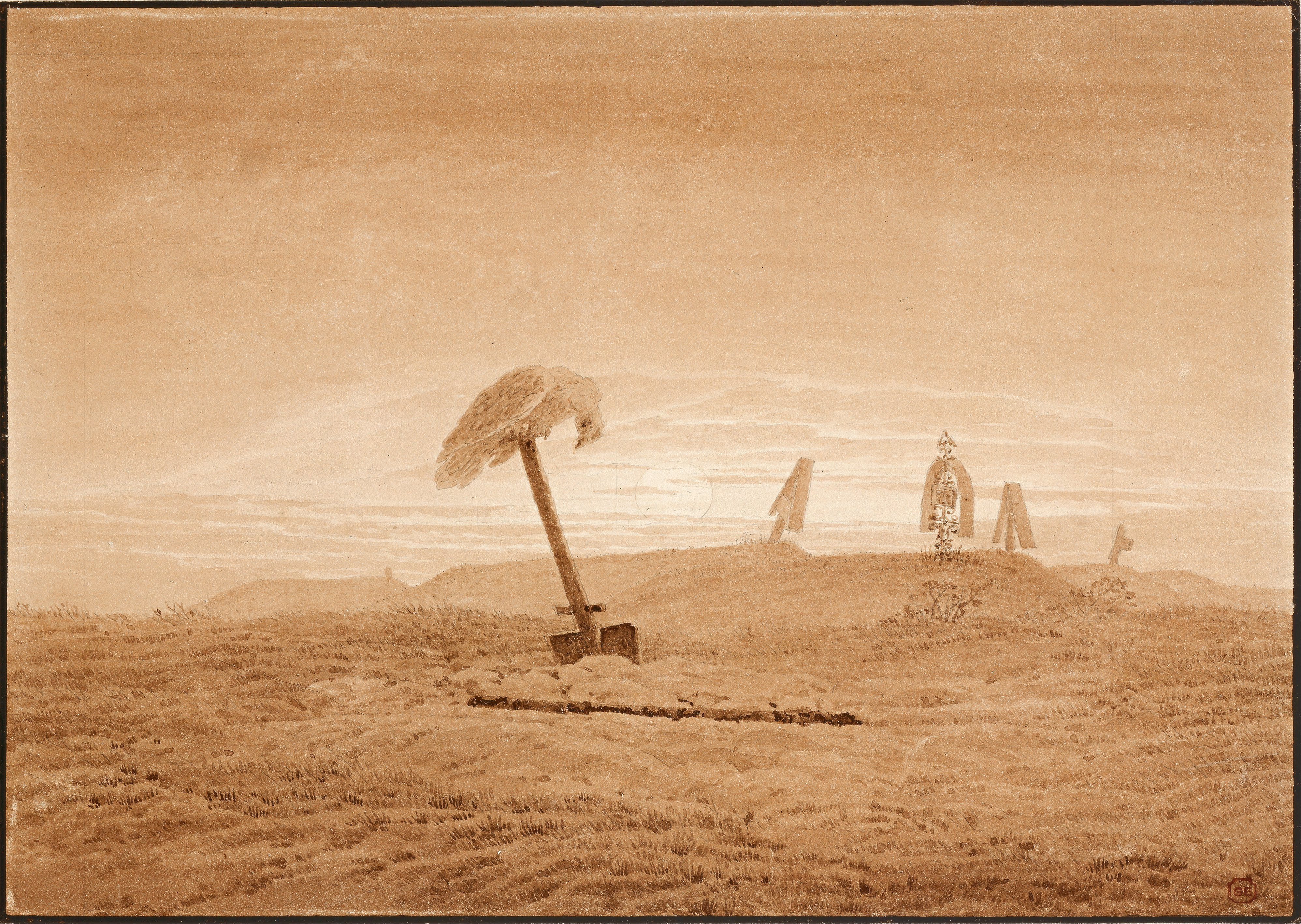
Картина, якою була натхненна оригінальна обкладинка для Vultures.

Початкова обкладинка для Vultures була натхненна картиною Каспара Давида Фрідріха «Пейзаж з могилами» 1835 року, яка показує фотографію горизонту похмурого острова разом із птахом на вершині лопати на кладовищі. На ній також була назва альбому з підписом «Volume 1» знизу. Ця версія обкладинки була викладена в Instagram Ty Dolla Sign 12 грудня 2023 року. Згідно з HipHopDX, обкладинка може відсилати до нацизму, тому що Каспар Давид був улюбленим художником Адольфа Гітлера. Пізніше, вони помітили, що там було використано готичний шрифт як на обкладинці Burzum. Така ж думка щодо цієї обкладинки була висловлена в журналах The Guardian і The Independent. Пізніше Каньє, одягнений у футболку з Burzum, сфотографувався з JPEGMafia. Варґ Вікернес, засновник та єдиний учасник гурту Burzum, похвалив Веста за сміливість носити футболку з його гуртом на публіці.
10 лютого 2024 року, коли альбом вийшов на Apple Music, була показана нова обкладинка альбому. На ній зображений Каньє Вест, одягнений у білу хокейну маску та чорний костюм, зі своєю дружиною дружиною Б'янкою Цензорі, що стоїть спиною до камери, і в основному оголена над стегнами, лише частина сідниць закрита прямокутним шматком прозорої чорної тканини; вона також одягнена в чорні панчохи та на високих підборах. Проте, 11 лютого обкладинку знову змінили: колір маски Каньє змінився на чорний. 
Деякі користувачі Twitter відзначили відсутність Тай Долли на обкладинці. Біла хокейна маска, яка також була показана на вечірках для прослуховування, багато хто вважає посиланням на Джейсона Вурхіза з франшизи фільмів жахів «П’ятниця, 13».

## Музичний стиль та лірика
Vultures 1 — це хіп-хоп альбом, який містить елементи хаусу, R&B, трепу, госпелу та індастріалу. Альбом був описаний як більш цілісний, ніж останні релізи Каньє Веста. Журналіст New York Times Джон Караманіка висловив думку, що альбом нагадує йому стиль «текстурно-орієнтованого дарквейв-репу» Playboi Carti та Travis Scott, який походить від альбому Веста Yeezus 2013 року.
Після того, як Каньє Вест пообіцяв, що більше ніколи не створюватиме світську музику після свого госпел-альбому Jesus Is King у 2019 році, а також після того, як ні разу не лаявся на альбому Donda 2021 року, він порушив обидві ці традиції на цьому альбомі. Спочатку Вест хотів не використовувати лайку, але Тай Долла  переконав його навпаки. На альбому Каньє розповідає про свої контроверсії, включно з антисемітизмом, на який він посилається у своїх попередніх вибаченнях. У перших кількох треках Вест демонструє спокій, намагаючись обійти контроверсії, перш ніж зосередитися на них.
Пісня «Vultures» містить рядки Ty Dolla Sign «Вона росіянка, я трахнув її за Україну».

## Комерційний успіх
Vultures 1 дебютував під номером один у Billboard 200, став другим найнижчим результатом продажів для Веста за перший тиждень із 148 000 проданими примірниками. Альбом став 11-м поспіль альбомом Каньє Веста, який посів номер один у чарті, що зробило його репером із найбільшою кількістю дебютів поспіль на першому місці разом із Jay-Z. Вест також зрівнявся з Брюсом Спрингстіном і Барброю Стрейзанд на четвертому місці за кількістю топів у чартах, і на третьому серед реперів разом з Емінемом.
Альбом дебютував на вершині канадського чарту альбомів. У Німеччині Vultures 1 зайняв перше місце, ставши першим альбомом Каньє номер один у Німеччині. Альбом також очолив чарти в Австрії, бельгійській Фландрії, Чехії, Данії, Фінляндії, Ісландії, Литві, Нідерландах, Норвегії, Польщі, Португалії, Словаччині та Швейцарії, Австралії, Новій Зеландії, і на другому місці в Великобританії. Усі 16 треків альбому увійшли до Billboard Hot 100. «Carnival» очолив Hot 100, ставши 157-м топпером для Каньє Веста.

## Критика
Vultures 1 отримав неоднозначні відгуки критиків. Згідно з агрегатором рецензій Metacritic, він отримав «змішані або середні відгуки» на основі середньозваженої оцінки 52 зі 100 з дев’яти оцінок критиків.
Рен Грейвс з Consequence визнали альбом неоригінальним і відкинули його тексти як «широкий хист і троллер», назвавши його «повторюваним, надлишковим і надто враженим собою» для будь-кого, крім відданих шанувальників. У рецензії для The Times Вілл Ходжкінсон назвав Vultures 1 «нечарівною катастрофою». Він критикував тексти пісень, описуючи їх як «найбільш набридлі хіп-хоп кліше», і постановку, вважаючи її неоригінальною для Каньє Веста. Тим не менш, Ходжкінсон виявив, що у альбомі є непогані моменти, такі як «Stars», «Keys to My Life», «Talking» та «Good (Don't Die)». Ріан Дейлі з NME написав, що Вест привносить елементи величі, «але також ускладнює насолоджуватися цими моментами надто довго», і охарактеризував мікшування альбому як погане, а його тексти як мізогінні, і в той же час хвалячи «Burn» і «Talking». Ерік Скелтон з Complex пише, що через 20 років з початку своєї кар'єри Вест «все ще є чудовим продюсером і куратором». Він вважає Ty Dolla Sign хорошим співавтором для проєкту та високо оцінив поєднання його вокалу з Каньє. Він назвав «Burn» найяскравішим моментом, відчуваючи, що це «звучить так, наче це міг бути давно втрачений трек із [The College Dropout або Late Registration]».
Часопис Billboard пише, що багато хто вважав би Vultures 1 камбеком Каньє Веста та його першим незалежним проектом, «але майже всі його проєкти підживлюються певною формою тяжкого становища, з яким він бореться». У позитивній рецензії від HipHopDX Скотт Глейшер сказав, що альбому, здається, вдалося «замаскувати останній рік сум’яття Веста» в композиціях, які нагадують Donda, тоді як він зазначив, що Каньє і Ty Dolla Sign стають «трохи буденними» через повторення в подальшому. Глейшер дійшов висновку, що альбом «не ворушить голкою» для виконавців, хоча він відчував, що він усе ще дає надію на «старого Каньє».

## Список композицій
| #     | Назва                                                | Автор | Продюсер(и)                                                                                             | Тривалість |
| ----- | ---------------------------------------------------- | --- | --- | ---------- |
| 1.    | «Stars»                                              | Ye Tyrone Griffin Jr. Barrington Hendricks Billy Ray Schlag Darhyl Camper Jr. Isaac De Boni Lucien Parker Michael Mulé Quentin Miller Samuel Lindley                                     | Ye Ty Dolla $ign Aver Ray Camper FnZ JPEGMafia The Legendary Traxster                                   | 1:55       |
| 2.    | «Keys to My Life» (за участю India Love)             | Ye Griffin Jr. Cydel Young Hubert Polinski Konrad Żyrek Lindley Timothy Mosley Veyis-Can Urun Vincent Vendi                                                                              | Ye Ty Dolla $ign Hubi SHDØW Timbaland Veyis VinnyForGood The Legendary Traxster                         | 2:54       |
| 3.    | «Paid»                                               | Ye Griffin Jr. Anthony Kilhoffer Cedric Hailey Christopher Dotson Hamid Bashir Louis Celestin Lindley                                                                                    | Ye Ty Dolla $ign Kilhoffer Chrishan Kaytranada Stryv The Legendary Traxster                             | 3:15       |
| 4.    | «Talking» (за участю North West)                     | Ye Griffin Jr. Anthony Clemons Jr. Camper Jr. Dominic Maker Edward Davadi James Litherland Kasseem Dean N. West Miller Shawntoni Nichols                                                 | Ye Ty Dolla $ign Camper Maker Edsclusive James Blake Swizz Beatz                                        | 3:05       |
| 5.    | «Back to Me» (за участю Freddie Gibbs)               | Ye Griffin Jr. Aswad Asif Charles Njapa Daniel Kin Chien Frederick Tipton James Hau Mike Dean Nicholas Balding Sasha Hashemi Zachary Frenes                                              | Ye Ty Dolla $ign 88-Keys AyoAA Wax Motif                                                                | 4:55       |
| 6.    | «Hoodrat»                                            | Ye Griffin Jr. Njapa Camper Jr. Malik Yusef Robert Booker | Ye Ty Dolla $ign 88-Keys Camper                                                                         | 3:42       |
| 7.    | «Do It» (за участю YG)                               | Ye Griffin Jr. Alexander West Schlag Camper Jr. Denis Raab Dijon McFarlane Ermias Asghedom Keenon Dequan Jackson Lukas Benjamin Leth Kroll Lindley Supreme Williams                      | Ye Ty Dolla $ign Aver Ray Camper Chrishan DJ Mustard DTP Lukasbl The Legendary Traxster                 | 3:45       |
| 8.    | «Paperwork» (за участю Quavo)                        | Ye Griffin Jr. Aderli Ramirez Oviedo Bruno Gioia Martins Funke Da Costa Njapa Dean Leonardo Felipe Yasmil Garces Nasir Pemberton Quavious Marshall Lindley Victor Hugo Maciel dos Santos | Ye 88-Keys Digital Nas Swizz Beatz The Legendary Traxster                                               | 2:25       |
| 9.    | «Burn»                                               | Ye Griffin Jr. Amir Stivie B Dotson John Beck Joseph Goddard Leon Thomas III Morten Ristorp Lindley Tyshane Thompson Valentina Pappalardo                                                | Ye Ty Dolla $ign Thomas The Legendary Traxster                                                          | 1:51       |
| 10.   | «Fuk Sumn» (за участю Playboi Carti та Travis Scott) | Ye Griffin Jr. Jordan Carter Jacques Webster II Hendricks Dotson Evan K. Hood-Atlas Marshall Miller Lindley Mosley                                                                       | Ye Ty Dolla $ign BBYKOBE JPEGMafia Timbaland The Legendary Traxster                                     | 3:29       |
| 11.   | «Vultures» (за участю Bump J та Lil Durk)            | Ye Griffin Jr. Durk Banks Terrance Boykin Gustave Rudman Rambali Young Jason Harris Jordan Houston Mark Williams Marlon Barrow Mathias Liyew Paul Beauregard Pharris Thomas Raul Cubina  | Ye Ty Dolla $ign Ambezza Rudman Jae Deal Jasper Harris Marlonwiththeglasses Ojivolta Prodbyjuice Wheezy | 4:36       |
| 12.   | «Carnival» (за участю Rich the Kid та Playboi Carti) | Ye Griffin Jr. Dimitri Roger Carter M. Williams Grant Dickinson Cubina Lindley | Ye Ty Dolla $ign Ojivolta TheLabCook The Legendary Traxster                                             | 4:24       |
| 13.   | «Beg Forgiveness» (за участю Chris Brown)            | Ye Griffin Jr. Hendricks Faouzia Ouihya Beck Goddard Latia Lindley London Holmes Miller Pappalardo                                                                                       | Ye Ty Dolla $ign Kilhoffer JPEGMafia London on da Track Vitals                                          | 6:08       |
| 14.   | «Good (Don't Die)»                                   | Ye Griffin Jr. Yonatan Goldstein Hashemi William Adams Jr. | Ye Ty Dolla $ign Johnny Goldstein will.i.am                                                             | 3:19       |
| 15.   | «Problematic»                                        | Ye Griffin Jr. Amber Streeter Charles Hugo Njapa Denzel Charles Melvin Moore | Ye Ty Dolla $ign 88-Keys Camper Chad Hugo                                                               | 3:14       |
| 16.   | «King»                                               | Ye Griffin Jr. Arturo Fratini Hendricks Njapa Dylan T. Cleary-Krell Tipton Victor Mensah                                                                                                 | Ye Ty Dolla $ign 88-Keys Dez Wright JPEGMafia Lester Nowhere                                            | 2:36       |
| 55:40 |                                                      | | |            |

## Чарти
| Чарт (2024)                                        | Пікова позиція |
| -------------------------------------------------- | -------------- |
| Австралія Australian Albums (ARIA)                 | 1              |
| Австралія Australian Hip Hop/R&B Albums (ARIA)     | 1              |
| Австрія Austrian Albums (Ö3 Austria)               | 1              |
| Бельгія Belgian Albums (Ultratop Flanders)         | 1              |
| Бельгія Belgian Albums (Ultratop Wallonia)         | 6              |
| Канада Canadian Albums (Billboard)                 | 1              |
| Чехія Czech Albums (ČNS IFPI)                      | 1              |
| Данія Danish Albums (Hitlisten)                    | 1              |
| Нідерланди Dutch Albums (MegaCharts)               | 1              |
| Фінляндія Finnish Albums (Suomen virallinen lista) | 1              |
| Франція French Albums (SNEP)                       | 9              |
| Німеччина German Albums (Offizielle Top 100)       | 1              |
| Угорщина Hungarian Albums (MAHASZ)                 | 3              |
| Ісландія Icelandic Albums (Plötutíðindi)           | 1              |
| Ірландія Irish Albums (OCC)                        | 2              |
| Італія Italian Albums (FIMI)                       | 5              |
| Японія Japanese Digital Albums (Oricon)            | 20             |
| Японія Japanese Hot Albums (Billboard Japan)       | 95             |
| Литва Lithuanian Albums (AGATA)                    | 1              |
| Нова Зеландія New Zealand Albums (RMNZ)            | 1              |
| Нігерія Nigerian Albums (TurnTable)                | 42             |
| Норвегія Norwegian Albums (VG-lista)               | 1              |
| Польща Polish Albums (ZPAV)                        | 1              |
| Португалія Portuguese Albums (AFP)                 | 1              |
| Словаччина Slovak Albums (ČNS IFPI)                | 1              |
| Іспанія Spanish Albums (PROMUSICAE)                | 3              |
| Швеція Swedish Albums (Sverigetopplistan)          | 2              |
| Швейцарія Swiss Albums (Schweizer Hitparade)       | 1              |
| Велика Британія UK Albums (OCC)                    | 2              |
| Велика Британія UK Independent Albums (OCC)        | 3              |
| Велика Британія UK R&B Albums (OCC)                | 2              |
| США Billboard 200                                  | 1              |
| США Independent Albums (Billboard)                 | 1              |
| США Top R&B/Hip-Hop Albums (Billboard)             | 1              |

| Чарт (2024)                                    | Позиція |
| ---------------------------------------------- | ------- |
| Австралія Australian Albums (ARIA)             | 79      |
| Австралія Australian Hip Hop/R&B Albums (ARIA) | 21      |
| Австрія Austrian Albums (Ö3 Austria)           | 62      |
| Бельгія Belgian Albums (Ultratop Flanders)     | 81      |
| Данія Danish Albums (Hitlisten)                | 36      |
| Нідерланди Dutch Albums (Album Top 100)        | 77      |
| Німеччина German Albums (Offizielle Top 100)   | 86      |
| Угорщина Hungarian Albums (MAHASZ)             | 39      |
| Ісландія Icelandic Albums (Tónlistinn)         | 9       |
| Нова Зеландія New Zealand Albums (RMNZ)        | 33      |
| Польща Polish Albums (ZPAV)                    | 63      |
| Швеція Swedish Albums (Sverigetopplistan)      | 92      |
| Швейцарія Swiss Albums (Schweizer Hitparade)   | 31      |
| США Billboard 200                              | 68      |
| США Independent Albums (Billboard)             | 10      |
| США Top R&B/Hip-Hop Albums (Billboard)         | 26      |

## Сертифікації
| Регіон                                                      | Сертифікація | Продажі |
| ----------------------------------------------------------- | ------------ | ------- |
| Данія (IFPI Denmark)                                        | Золотий      | 10 000  |
| Ісландія (Tónlistinn)                                       | —            | 1,616   |
| Нова Зеландія (RIANZ)                                       | Золотий      | 7500    |
| Велика Британія (BPI)                                       | Срібний      | 60 000  |
| США (RIAA)                                                  | Золотий      | 500 000 |
| продажі+прослуховування, що базуються лише на сертифікаціях |              |         |